# Вишнівка (Генічеський район)
Вишнівка — колишнє село Сокологірненської сільської ради Генічеського району Херсонської області.

## Уродженці
- Євченко Іван Петрович (1936—2014) — український живописець; член Спілки радянських художників України.

## Стислі відомості
Станом на 1932 рік — в складі Генічеського району, Сокологірненська сільська рада.
В часі Голодомору 1932—1933 років від нелюдської смерті помирали люди — встановлено смерть не менше 29 людей..
Дата зникнення станом на липень 2023 року невідома — друга половина 20 століття.